# Byströmit
Byströmit ist ein sehr selten vorkommendes Mineral aus der Mineralklasse der „Oxide und Hydroxide“. Es kristallisiert im tetragonalen Kristallsystem mit der Zusammensetzung MgSb2O6, ist also chemisch gesehen ein Magnesium-Antimon-Oxid.
Byströmit konnte bisher nur in Form poröser, massiger Mineral-Aggregate, bestehend aus submikroskopischen Teilchen, gefunden werden. Einzelne, mikroskopisch kleine Kristalle sind durchsichtig bis durchscheinend und von blaugrauer Farbe, die durch Beimengungen von Stibiconit auch ins Gelblichbraune abweichen kann. Die Strichfarbe von Byströmit ist jedoch immer hellgrau.

## Etymologie und Geschichte
Erstmals entdeckt wurde Byströmit in der „Mina la Fortuna“ bei El Antimoneo im Municipio Caborca im mexikanischen Bundesstaat Sonora und beschrieben 1952 durch Brian Mason und Charles J. Vitaliano, die das Mineral nach dem Kristallchemiker Anders Byström (1916–1956) benannten, der die Struktur der synthetischen Verbindung MgSb2O6 analysierte.
Typmaterial des Mineral wurde im Natural History Museum in London (Register-Nr. 1951,300) und im National Museum of Natural History in Washington, D.C. (Register-Nr. 106194) hinterlegt.

## Klassifikation
In der veralteten 8. Auflage der Mineralsystematik nach Strunz gehörte der Byströmit zur Mineralklasse der „Oxide und Hydroxide“ und dort zur Abteilung „MO2- und verwandte Verbindungen“, wo er gemeinsam mit Columbit-(Fe), Ordoñezit, Tapiolit und Tripuhyit in der „Polyrutil-Reihe“ mit der Systemnummer IV/D.04 steht.
In der zuletzt 2018 überarbeiteten Lapis-Systematik nach Stefan Weiß, die formal auf der alten Systematik von Karl Hugo Strunz in der 8. Auflage basiert, erhielt das Mineral die System- und Mineralnummer IV/D.04-040. Dies entspricht der Klasse der „Oxide und Hydroxide“ und dort der Abteilung „Oxide mit dem Stoffmengenverhältnis Metall : Sauerstoff = 1 : 2 (MO2 und verwandte Verbindungen)“, wo Byströmit zusammen mit Ordoñezit, Tapiolit-(Fe), Tapiolit-(Mn) und Tredouxit die „Tapiolitgruppe“ mit der Systemnummer IV/D.04 bildet.
Die von der International Mineralogical Association (IMA) zuletzt 2009 aktualisierte 9. Auflage der Strunz’schen Mineralsystematik ordnet den Byströmit in die Klasse der „Oxide (Hydroxide, V[5,6]-Vanadate, Arsenite, Antimonite, Bismutite, Sulfite, Selenite, Tellurite, Iodate)“ und dort in die Abteilung „Metall : Sauerstoff = 1 : 2 und vergleichbare“ ein. Hier ist das Mineral in der Unterabteilung „Mit mittelgroßen Kationen; Ketten kantenverknüpfter Oktaeder“ zu finden, wo es zusammen mit Ordoñezit, Tapiolit-(Fe) und Tapiolit-(Mn) die „Tapiolitgruppe“ mit der Systemnummer 4.DB.10 bildet.
In der vorwiegend im englischen Sprachraum gebräuchlichen Systematik der Minerale nach Dana hat Byströmit die System- und Mineralnummer 44.02.01.01. Das entspricht der Klasse der „Phosphate, Arsenate und Vanadate“ und dort der Abteilung „Antimonate“. Hier findet er sich innerhalb der Unterabteilung „Antimonate A(X2O6)“ in einer unbenannten Gruppe mit der Systemnummer 44.02.01, in der auch Ordoñezit und Tripuhyit eingeordnet sind.

## Bildung und Fundorte
Byströmit bildet sich in Quarz-Adern von verwitterten Antimon-Lagerstätten, wo er vorwiegend in Paragenese mit Stibiconit und Quarz auftritt.
Außer an seiner Typlokalität Grube „Fortuna“ in Mexiko konnte das Mineral bisher (Stand: 2012) nur noch in der Grube „Silberne Rose“ bei Brandholz-Goldkronach im Fichtelgebirge (Deutschland) nachgewiesen werden.

## Kristallstruktur
Byströmit kristallisiert tetragonal in der Raumgruppe P42/mnm (Raumgruppen-Nr. 136) mit den Gitterparametern a = 4,68 Å und c = 9,21 Å sowie 2 Formeleinheiten pro Elementarzelle.